# Stenia benetinctalis
Stenia benetinctalis là một loài bướm đêm trong họ Crambidae.